# Angolo Terme
Angolo Terme est une commune italienne de la province de Brescia, dans la région Lombardie.

## Géographie

### Communes limitrophes
Les communes limitrophes sont Azzone, Borno, Castione della Presolana, Colere, Darfo Boario Terme, Piancogno et Rogno.

## Politique et administration
| Période         | Période         | Identité                       | Étiquette     | Qualité |
| --------------- | --------------- | ------------------------------ | ------------- | ------- |
| 23 avril 1993   | 14 juin 1999    | Luigi Sorlini                  | DC            |         |
| 14 juin 1999    | 5 juin 2003     | Mario Maisetti                 | Lega Nord     |         |
| 5 juin 2003     | 19 avril 2004   | Antonio Giaccari               |               |         |
| 19 avril 2004   | 14 juin 2004    | Sebastiano Di Marco Pizzongolo |               |         |
| 14 juin 2004    | 8 juin 2009     | Mario Maisetti                 | Lega Nord     |         |
| 8 juin 2009     | 12 mars 2010    | Riccardo Minini                | Lega Nord     |         |
| 12 mars 2010    | 14 janvier 2011 | Zaira Romano                   |               |         |
| 14 janvier 2011 | 26 mars 2014    | Riccardo Minini                | Lega Nord     |         |
| 26 mars 2014    | 9 juin 2024     | Alessandro Morandini           | liste civique |         |
| 9 juin 2024     | En cours        | Cristian Zanelli               | liste civique |         |